# Our Brand Is Crisis (2005)
Our Brand Is Crisis é um documentário estadunidense de 2005 de Rachel Boynton sobre as táticas de marketing de campanha política estadunidense pelo Greenberg Carville Shrum (GCS) na eleição presidencial boliviana de 2002. A eleição viu Gonzalo Sánchez de Lozada eleito presidente da Bolívia à frente de Evo Morales.
O filme é distribuído pela Koch-Lorber Films.
“Este filme é um conto de advertência que chega em um momento muito oportuno”, disse o presidente da Koch-Lorber Films, Richard Lorber, em um comunicado ao indieWIRE. “Os paralelos com a abordagem atual do governo dos Estados Unidos para vender a guerra no Iraque são impressionantes.”

## Elenco
- Maurici o Balcazar (Assessor de Imprensa de Goni)
- James Carville (Estrategista do GCS)
- Tad Devine (Consultor de Publicidade do GCS)
- Mark Feierstein (Pesquisador do GCS)
- Stan Greenberg (Pesquisador do GCS)
- Carlos Mesa (Candidato a VP)
- Evo Morales (Candidato da Oposição)
- Jeremy Rosner (Pesquisador do GCS)
- Gonzalo Sánchez de Lozada (aka “Goni”; Candidato a Presidente da Bolívia)
- Robert Shrum
- Tal Silberstein (Consultor de Gestão do GCS)
- Manfred Reyes Villa (Candidato da Oposição)
- Amy Webber (Associada do GCS)

## Prêmios
- O filme ganhou o prêmio Charles E. Guggenheim de Artista Emergente no Full Frame Documentary Film Festival de 2005;
- Boynton foi nomeado para o prêmio Truer Than Fiction no Independent Spirit Awards;
- O filme dividiu o prêmio máximo da International Documentary Association de Melhor Documentário em 2005;
- Seleção oficial do South by Southwest Festival 2005;
- Seleção oficial no Festival Internacional de Cinema de Edimburgo de 2005.

## Recepção
O filme tem 92% de aprovação com uma pontuação de 7,29/10 no Rotten Tomatoes.

## Remake
O ator George Clooney produziu uma ficcionalização de 2015 de Our Brand Is Crisis, estrelado por Sandra Bullock.